# Pioneer (Ohio)
Pioneer és una vila dels Estats Units a l'estat d'Ohio. Segons el cens del 2000 tenia 1.460 habitants.

## Demografia
Segons el cens del 2000, Pioneer tenia 1.460 habitants, 593 habitatges, i 400 famílies. La densitat de població era de 352,3 habitants per km².
Dels 593 habitatges en un 31,9% hi vivien nens de menys de 18 anys, en un 53,3% hi vivien parelles casades, en un 10,3% dones solteres, i en un 32,5% no eren unitats familiars. En el 28% dels habitatges hi vivien persones soles l'11,1% de les quals corresponia a persones de 65 anys o més que vivien soles. El nombre mitjà de persones vivint en cada habitatge era de 2,46 i el nombre mitjà de persones que vivien en cada família era de 3.
Per edats la població es repartia de la següent manera: un 26% tenia menys de 18 anys, un 9,7% entre 18 i 24, un 29% entre 25 i 44, un 22,6% de 45 a 60 i un 12,7% 65 anys o més.
L'edat mediana era de 36 anys. Per cada 100 dones de 18 o més anys hi havia 97,1 homes.
La renda mediana per habitatge era de 37.153 $ i la renda mediana per família de 46.369 $. Els homes tenien una renda mediana de 32.917 $ mentre que les dones 21.466 $. La renda per capita de la població era de 18.024 $. Aproximadament el 5,9% de les famílies i el 6,5% de la població estaven per davall del llindar de pobresa.

## Poblacions properes
El següent diagrama mostra les poblacions més properes.